# Osiedle Słowackiego (Lublin)
Osiedle Juliusza Słowackiego – zaprojektowana przez Zofię i Oskara Hansenów dzielnica Lublina. Znajduje się ono w kompleksie tzw. Dzielnicy Sypialnej Lublina, powstałej w czasach intensywnego rozwoju miasta w latach 1960–1975. Jest ograniczone od północy ulicą Balladyny, od wschodu i południa ulicą Wileńską, od zachodu ulicą Tomasza Zana. Nazwy położonych na nim ulic czerpią z twórczości Juliusza Słowackiego.
Znajduje się na nim m.in. parafia pw. Piotra Jerzego Frassatiego (mieści się ona w budynku, w którym do 2000 roku znajdował się Miejski Dom Kultury), kompleks handlowo-usługowy i targ warzywny. Od strony południowej (ul. Głęboka i Wileńska) znajduje się wąwóz lessowy, który ciągnie się od ulicy Narutowicza do Alei Kraśnickiej. Osiedle im. Juliusza Słowackiego posiada dobre połączenie komunikacyjne ze Śródmieściem – zarówno autobusowe, jak i trolejbusowe (linie nr 150, 151, 152, 153, 155, 158).